# أنس فولير
أنس فولير هي مدينة من مدن هايتي. يبلغ عدد سكانها 16,560 نسمة وذلك حسب إحصائيات سنة 7 August 2003. يبلغ ارتفاع المدينة عن سطح البحر قرابة 0 متر.